# IC 3718
IC 3718 ist eine Spiralgalaxie vom Hubble-Typ Sbc im Sternbild Jungfrau auf der Ekliptik. Sie ist schätzungsweise 36 Millionen Lichtjahre von der Milchstraße entfernt und hat einen Durchmesser von 35.000 Lichtjahren. Unter der Katalognummer VCC 2006 ist sie als Mitglied des Virgo-Galaxienhaufens aufgeführt. 

Im selben Himmelsareal befinden sich u. a. die Galaxien NGC 4640, IC 3710, IC 3720, IC 3731.
Das Objekt wurde am 14. September 1900 von Arnold Schwassmann entdeckt.